# Fridolf Weurlander
Johan Fridolf Weurlander (* 9. Januar 1851 in Kuopio, Großfürstentum Finnland; † 27. Mai 1900 ebenda) war ein finnischer Landschaftsmaler der Düsseldorfer Schule.

## Leben
Weurlander war Sohn des Postboten Johan Henrik Weurlander und dessen Ehefrau Maria Elisabet, geborene Rissanen. Er besuchte in den Jahren 1872 bis 1875 die Zeichenschule des Finnischen Kunstvereins. Danach ging er nach Deutschland, wo er sich in den Jahren 1875 bis 1877 in München und Bernried am Starnberger See aufhielt. Nachdem er zwischenzeitlich an seinen Geburtsort Kuopio zurückgekehrt war, lebte er in den Jahren 1878 und 1879 in Düsseldorf.

## Werke (Auswahl)
- Wasserfall, 1872

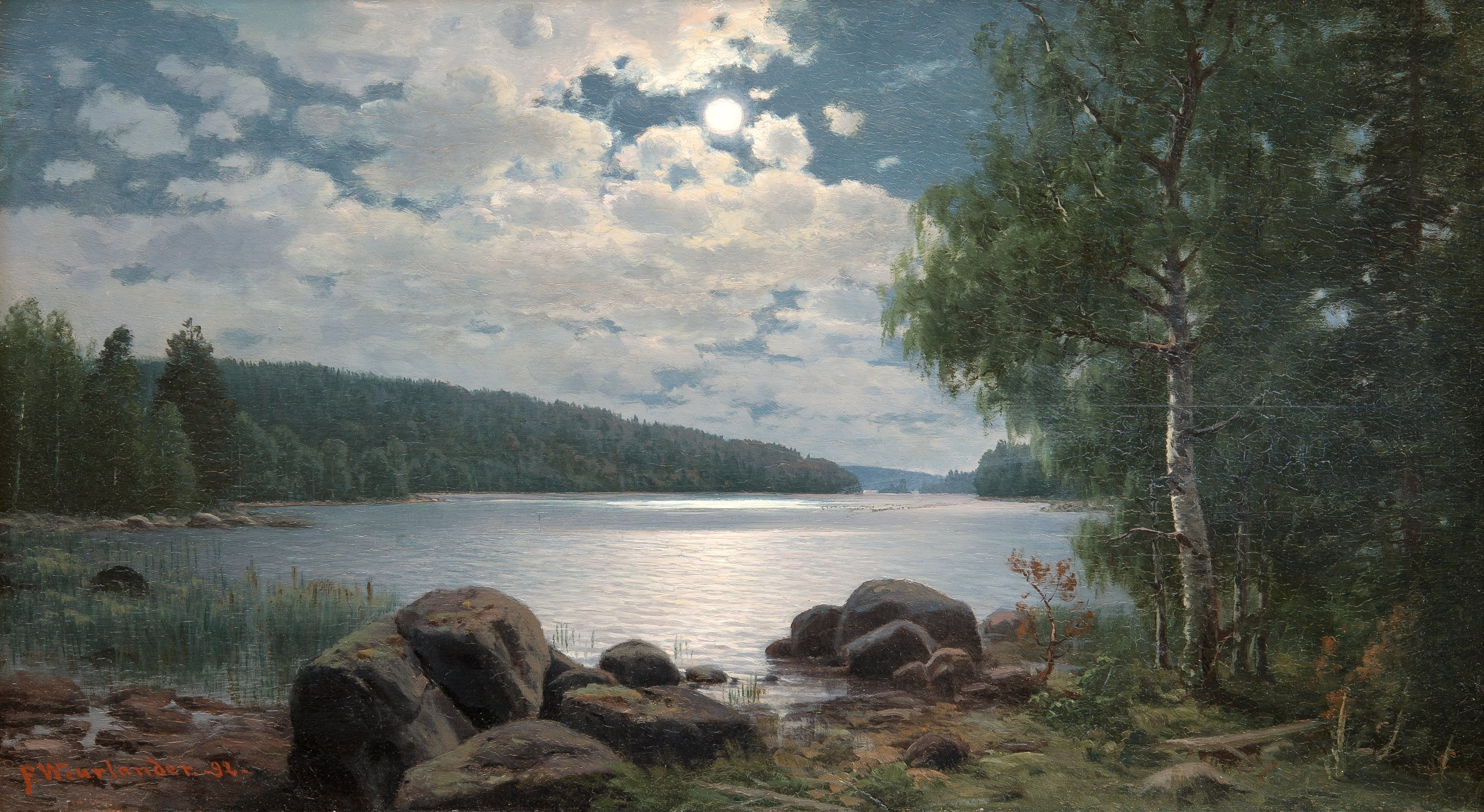
Mondlicht, 1892

- Sorsakoski, 1880, Espoo Museum of Modern Art
- Maisema Kupoista (Landschaft bei Kuopio), 1887
- Mondlicht, 1892